# Adria Traveller
Adria Traveller je grupa turističkih magazina namijenjena inozemnim turistima koji ljetuju u Hrvatskoj. Tiskaju se u ukupnoj nakladi od 550.000 primjeraka i izdaju se odvojeno na sljedećim jezicima:
- talijanskom
- slovenskom
- engleskom
- češkom
- mađarskom
- ruskom

Prvo izdanje Adria Traveller magazina pojavilo se na hrvatskom tržištu u ljeto 2006. Tijekom ljetnih mjeseci Adria Traveller magazini mogu u prodaji naći na novinskim kioscima, besplatno u nizu hrvatskih hotela, restorana, kafića, turističkih ureda.
Sadržajno, Adria Traveller magazini obrađuju one teme koje inozemne turiste u Hrvatskoj najviše zanimaju:  plaže, izlaci, izleti, opis autohtonih hrvatskih jela, i sl.
Adria Traveller na talijanskom jeziku, je trenutno jedini komercijalni turistički magazin za talijanske turiste u Hrvatskoj. Slovenski turisti u Hrvatskoj nemaju drugog komercijalnog turističkog magazina na svojem jeziku u Hrvatskoj osim Adria Travellera. Isto se odnosi i na češke i na mađarske turiste.